# 12711 Tukmit
12711 Tukmit eller 1991 BB är en asteroid i huvudbältet som upptäcktes den 19 januari 1991 av den amerikanska astronomen Jean Mueller vid Palomar-observatoriet. Den är uppkallad efter karaktären Tukmit i Luiseñofolkets skapelseberättelse.
Den tillhör asteroidgruppen Apollo.